# Paula Grogger

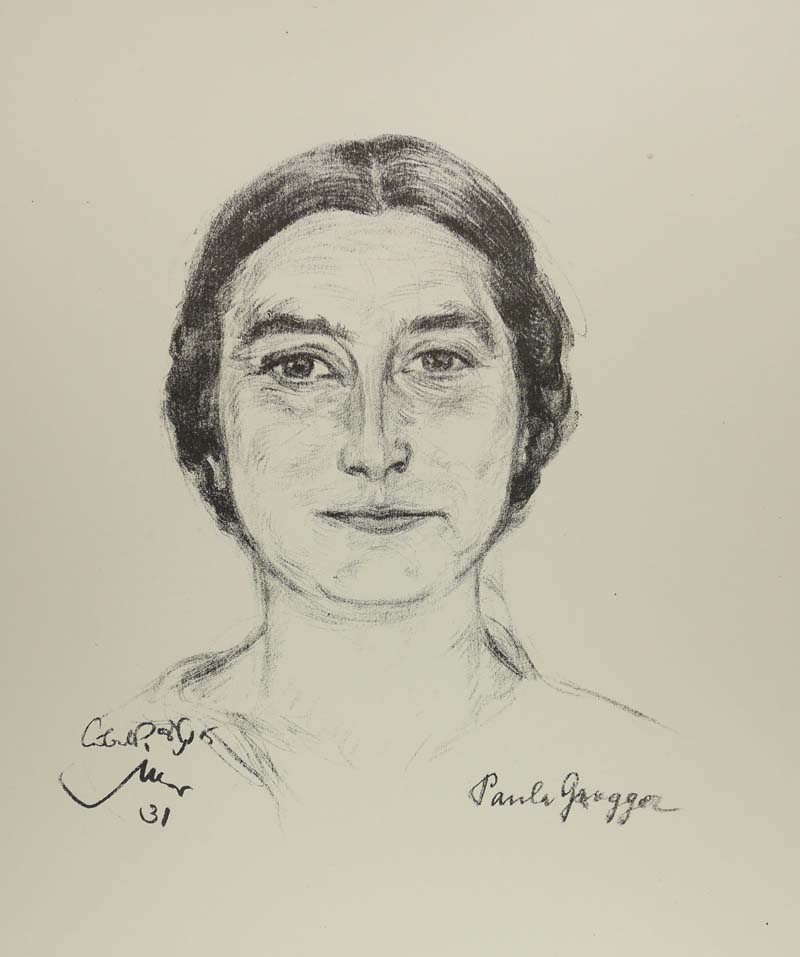
Paula Grogger (Porträtzeichnung von Emil Stumpp, 1931)

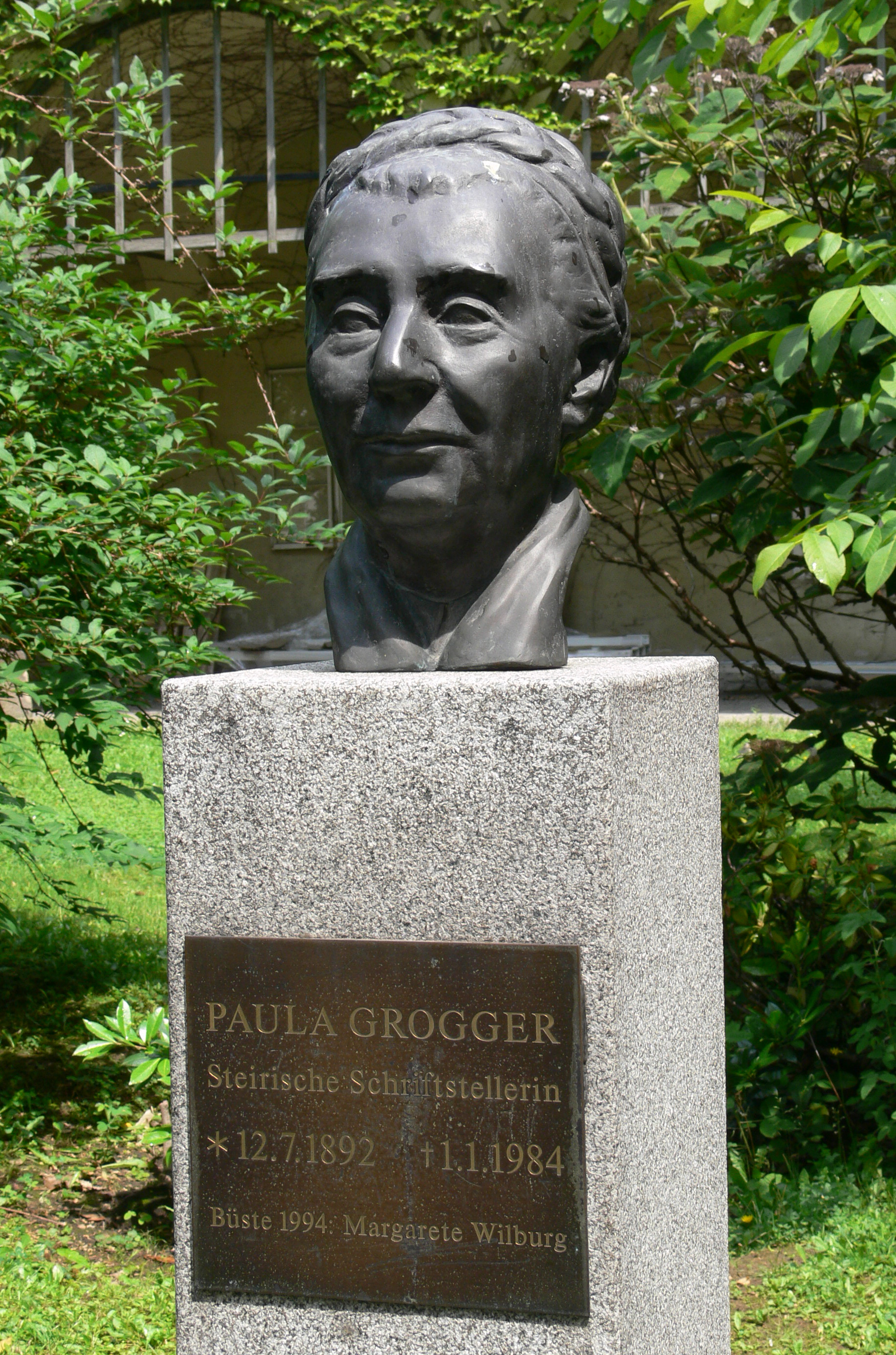
Büste von Paula Grogger (Ehrengalerie, Grazer Burg)

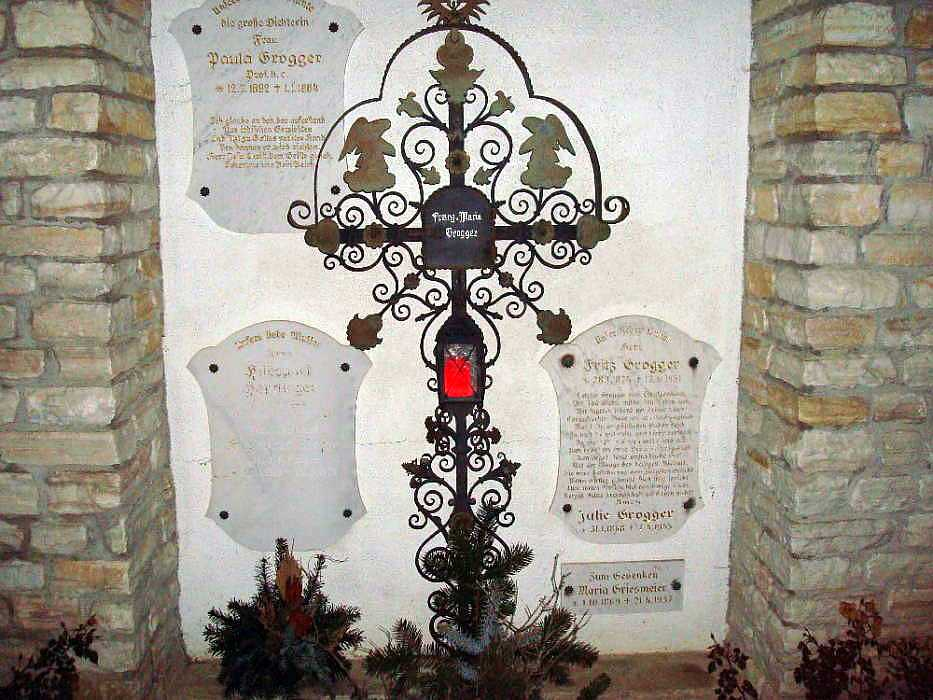
Grogger Familiengrab auf dem Friedhof Öblarn

Paula Grogger (* 12. Juli 1892 in Öblarn; † 1. Jänner 1984 ebenda) war eine österreichische Schriftstellerin.

## Leben
Paula Grogger wurde am 12. Juli 1892 als Tochter des Kaufmanns Franz Grogger und dessen Ehefrau Maria (geborene Longin) in Öblarn geboren und am 13. Juli 1892 auf den Namen Paula getauft. Väterlicherseits ist sie mit der Malerin und Pianistin Emy Sommerhuber verwandt. Sie besuchte 1907 bis 1912 in Salzburg die Lehrerinnenbildungsanstalt der Ursulinen in Salzburg. Als eine der wenigen Frauen zur damaligen Zeit legte sie die österreichische Reifeprüfung, die Matura, ab. Danach kehrte sie in die Steiermark zurück und unterrichtete bis 1929 an einigen Schulen des Ennstals Handarbeiten.
Ihr Erstlingsroman Das Grimmingtor (1926) war ein großer Erfolg und zeichnete ein Bild der steirischen Landschaft mit dem Symbol des Berges Grimming. Der Stil, so die Kritik, sei schlicht, mundartlich und doch kräftig. Geschult an Handel-Mazzetti sei Groggers Roman dennoch eigenständig, mit herzhaftem Humor, verhaltener Tragik und hoch über der gängigen Heimatliteratur angesiedelt. Das Buch wurde mehrmals übersetzt und neu aufgelegt. 1933 schickte ihr Verlag eine Ausgabe an Adolf Hitler – in der Begründung hieß es, der Roman sei ein „wesenhafter Ausdruck deutschen Volkstumes“. Nach 1939 wurde der Roman als „hitlernah“ eingestuft, und die englischsprachige Ausgabe wurde eingestampft. 

Paula Grogger gehörte dem illegalen NS-Bund deutscher Schriftsteller Österreichs an, als dessen Präsident Max Mell fungierte. Nach dem „Anschluss Österreichs“ 1938 huldigte sie Adolf Hitler im Bekenntnisbuch deutscher Dichter. Als die Gestapo allerdings betreffend Groggers politischer Haltung eine Anfrage an den Landrat von Gröbming stellte, antwortete dieser am 6. November 1939: 

„Für die nationalsozialistische Idee hat sie niemals etwas übrig gehabt und auch nichts dazugetan, um den Volkskampf in Oesterreich zu Gunsten Großdeutschlands zu entscheiden. [...] Es ist eine Sache aus Berlin bekanntgeworden, wonach sie in der illegalen Zeit bei einem Berliner Aufenthalt Gelegenheit gehabt hätte, dem Führer vorgestellt zu werden, was sie aber ablehnte. [...] Sie hat bis heute nichts Positives zum Nationalsozialismus beigetragen.“

1952 wurde ihr der Peter-Rosegger-Preis des Landes Steiermark verliehen. 1966 wurde sie zur Professorin ernannt. 1968 wurde sie mit dem Dichtersteinschild des 1999 wegen nationalsozialistischer Wiederbetätigung verbotenen Vereins Dichterstein Offenhausen ausgezeichnet. Darüber hinaus erhielt sie andere Ehrungen, wie den Enrica-Handel-Mazzetti-Sonderpreis, die Silberne Erzherzog-Johann-Plakette und den Ehrenring des Landes Steiermark.
Die tief religiöse und zeitlebens an Folklore interessierte Frau machte sich auch um das Laienspiel verdient.
1980 beendete sie im Alter von 88 Jahren ihre schriftstellerische Tätigkeit, mit 91 Jahren starb sie in ihrem Haus in Öblarn, das bis heute unter dem Namen Paula-Grogger-Haus als Museum dient. Ihre letzte Ruhestätte befindet sich auf dem Friedhof der Marktgemeinde Öblarn. Neben zahlreichen weiteren Benennungen in der Steiermark ist im Grazer Stadtbezirk Wetzelsdorf der Paula-Grogger-Weg nach ihr benannt.

## Werke
- 1917 Das Christkindl im Steirerland
- 1926 Das Grimmingtor
- 1927 Die Sternsinger, Das Gleichnis von der Weberin
- 1929/1977 Räuberlegende
- 1932 Das Röcklein des Jesuskindes
- 1933 Das Spiel von Sonne, Mond und Sternen
- 1935 Der Lobenstock
- 1937/1967 Die Hochzeit. Ein Spiel vom Prinzen Johann (ein Stück über Erzherzog Johann)
- 1947/1962 Bauernjahr
- 1949 Der Antichrist und unsere Liebe Frau
- 1954 Gedichte
- 1958 Die Mutter,Die Reise nach Salzburg
- 1962 Aus meinem Paradeisgarten
- 1975 Späte Matura oder Pegasus im Joch
- 1977 Der himmlische Geburtstag, Sieben Legenden, Die Räuberlegende
- 1980 Der Paradeisgarten
- 1983 Geschichte der Kindheit

Ohne Zeitzuordnung:
- Die Reise nach Brixen, Gestrickte Zirkuswelt, Die selige Jugendzeit, Vom Leben das Beste, Kinderszenen
- Die Legende von der Mutter, Die Legende vom Rabenknaeblein, Ein Stück aus meinem Garten
- Da Tag is' vorbei (Liedtext, Weise und Satz: Lorenz Maierhofer)

## Auszeichnungen
Paula Grogger erhielt mehrere Ehrungen und Preise
- 1928 Ebner-Eschenbach-Preis[10]
- 1936 österreichisches Verdienstkreuz für Kunst und Wissenschaft 1. Klasse
- 1936 Medaille der Stadt Wien
- 1952 Peter-Rosegger-Preis des Landes Steiermark

- Dezember 1961 Ehrenring des Landes Steiermark
- 1966 Ehren-Professur
- 1968 Dichtersteinschild des Vereins Dichterstein Offenhausen (der 1999 wegen nationalsozialistischer Wiederbetätigung verboten wurde)
- Silberne Erzherzog-Josef-Plakette
- Enrica-Handel-Mazzetti-Sonderpreis